# Championnat du monde féminin d'échecs 1972

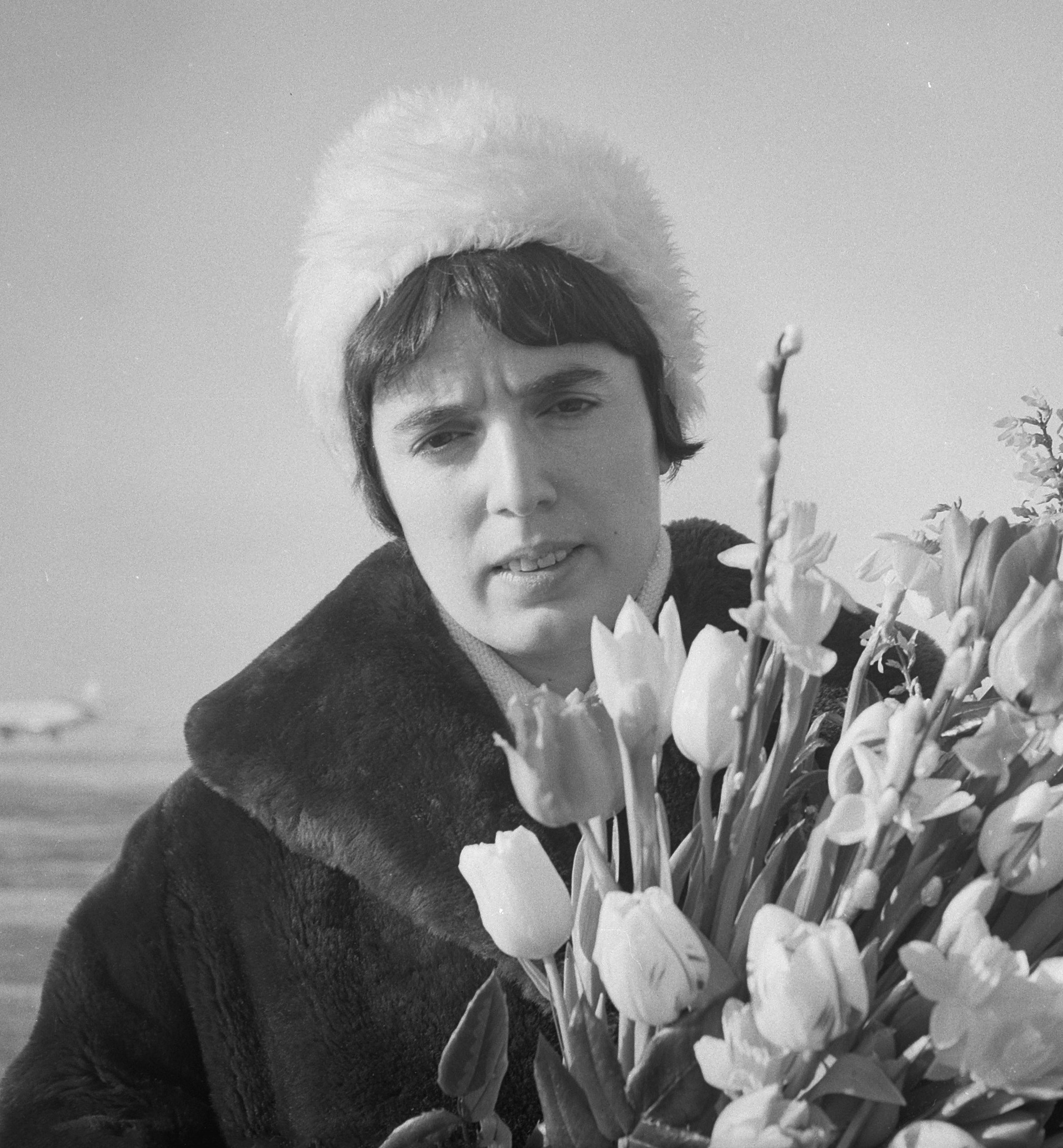
Nona Gaprindashvili, en 1963

Le championnat du monde féminin d'échecs de 1972 a été remporté par Nona Gaprindashvili, qui a défendu son titre avec succès contre son adversaire Alla Kushnir. Il s'agit du troisième (et dernier) match consécutif pour le titre entre les deux joueuses les plus fortes de leur époque.

## Tournoi interzonal de 1971
Pour la première fois, le cycle de championnat féminin comportait les mêmes étapes que le cycle ouvert. Un tournoi interzonal a été organisé à Ohrid en mai 1971, réunissant les meilleures joueuses de chaque zone de la FIDE, soit un total de 18 participantes. Les trois premières se qualifiaient pour le Tournoi des candidates.
|    | Joueuses                         | 1 | 2 | 3 | 4 | 5 | 6 | 7 | 8 | 9 | 10 | 11 | 12 | 13 | 14 | 15 | 16 | 17 | 18 | Points | Départage |
| -- | -------------------------------- | - | - | - | - | - | - | - | - | - | -- | -- | -- | -- | -- | -- | -- | -- | -- | ------ | --------- |
| 1  | Nana Alexandria (URS)            | - | 0 | ½ | 1 | 1 | ½ | ½ | 1 | ½ | 0  | 1  | 1  | 1  | 1  | 1  | 1  | 1  | 1  | 13     |           |
| 2  | Milunka Lazarević (YUG)          | 1 | - | 0 | ½ | 0 | 1 | 0 | ½ | 1 | 1  | ½  | 1  | 1  | ½  | 1  | 1  | 1  | 1  | 12     | 91.75     |
| 3  | Tatiana Zatulovskaya (URS)       | ½ | 1 | - | 0 | ½ | ½ | ½ | ½ | ½ | ½  | 1  | 1  | ½  | 1  | 1  | 1  | 1  | 1  | 12     | 91.25     |
| 4  | Natalia Konopleva (URS)          | 0 | ½ | 1 | - | 1 | ½ | 1 | 0 | ½ | 1  | 0  | ½  | 1  | 1  | 1  | ½  | ½  | 1  | 11     | 87.50     |
| 5  | Mária Ivánka (HUN)               | 0 | 1 | ½ | 0 | - | ½ | ½ | 1 | ½ | 0  | 1  | ½  | ½  | 1  | 1  | 1  | 1  | 1  | 11     | 82.00     |
| 6  | Valentina Kozlovskaya (URS)      | ½ | 0 | ½ | ½ | ½ | - | ½ | ½ | 1 | 1  | ½  | 1  | 1  | 1  | ½  | 0  | 1  | ½  | 10½    |           |
| 7  | Krystyna Hołuj-Radzikowska (POL) | ½ | 1 | ½ | 0 | ½ | ½ | - | ½ | 1 | ½  | 0  | ½  | ½  | ½  | 0  | 1  | 1  | 1  | 9½     | 77.50     |
| 8  | Elisabeta Polihroniade (ROU)     | 0 | ½ | ½ | 1 | 0 | ½ | ½ | - | ½ | 1  | 1  | ½  | ½  | ½  | ½  | ½  | ½  | 1  | 9½     | 75.50     |
| 9  | Katarina Blagojević (YUG)        | ½ | 0 | ½ | ½ | ½ | 0 | 0 | ½ | - | 1  | ½  | 1  | ½  | ½  | 1  | 1  | ½  | ½  | 9      |           |
| 10 | Olga Rubtsova (URS)              | 1 | 0 | ½ | 0 | 1 | 0 | ½ | 0 | 0 | -  | 1  | 0  | 1  | ½  | 0  | 1  | 1  | 1  | 8½     |           |
| 11 | Ružica Jovanović (YUG)           | 0 | ½ | 0 | 1 | 0 | ½ | 1 | 0 | ½ | 0  | -  | ½  | ½  | 1  | 1  | ½  | ½  | 0  | 7½     | 59.25     |
| 12 | Tanja Belamarić (YUG)            | 0 | 0 | 0 | ½ | ½ | 0 | ½ | ½ | 0 | 1  | ½  | -  | ½  | ½  | 1  | 1  | ½  | ½  | 7½     | 54.00     |
| 13 | Tereza Štadler (YUG)             | 0 | 0 | ½ | 0 | ½ | 0 | ½ | ½ | ½ | 0  | ½  | ½  | -  | ½  | ½  | 1  | ½  | ½  | 6½     |           |
| 14 | Corry Vreeken (NED)              | 0 | ½ | 0 | 0 | 0 | 0 | ½ | ½ | ½ | ½  | 0  | ½  | ½  | -  | 1  | ½  | 0  | ½  | 5½     | 41.50     |
| 15 | Mona May Karff (USA)             | 0 | 0 | 0 | 0 | 0 | ½ | 1 | ½ | 0 | 1  | 0  | 0  | ½  | 0  | -  | ½  | ½  | 1  | 5½     | 40.75     |
| 16 | Gertrude Baumstark (ROU)         | 0 | 0 | 0 | ½ | 0 | 1 | 0 | ½ | 0 | 0  | ½  | 0  | 0  | ½  | ½  | -  | ½  | 1  | 5      | 37.00     |
| 17 | Ruth Volgl Cardoso (BRA)         | 0 | 0 | 0 | ½ | 0 | 0 | 0 | ½ | ½ | 0  | ½  | ½  | ½  | 1  | ½  | ½  | -  | 0  | 5      | 36.25     |
| 18 | Gisela Kahn Gresser (USA)        | 0 | 0 | 0 | 0 | 0 | ½ | 0 | 0 | ½ | 0  | 1  | ½  | ½  | ½  | 0  | 0  | 1  | -  | 4½     |           |

## Matchs des candidates 1971
Les trois premières de l'Interzonal ont été rejointes par Kushnir, la perdante du dernier match de championnat. Ces quatre joueuses ont disputé une série de matchs à élimination directe pour déterminer la challenger. Kushnir s'est à nouveau imposé.
|  | Demi-finales                | Demi-finales    |                                    |    | Finale | Finale |
|  |                             |                 |                                    |    |        |        |
|  | Minsk, Août-Septembre 1971  |                 |                                    |    |        |        |
|  |                             |                 |                                    |    |        |        |
|  | Alla Kushnir                | 5½              |                                    |    |        |        |
|  | Alla Kushnir                | 5½              | Kislovodsk, Novembre-Décembre 1971 |    |        |        |
|  | Tatiana Zatulovskaya        | 4½              |                                    |    |        |        |
|  | Tatiana Zatulovskaya        | 4½              | Alla Kushnir                       | 6½ |        |        |
|  | Bladel, Août-Septembre 1971 |                 | Alla Kushnir                       | 6½ |        |        |
|  |                             | Nana Alexandria | 2½                                 |    |        |        |
|  | Nana Alexandria             | Nana Alexandria | 2½                                 | 5½ |        |        |
|  | Nana Alexandria             |                 |                                    | 5½ |        |        |
|  | Milunka Lazarević           | 4½              |                                    |    |        |        |
|  | Milunka Lazarević           | 4½              |                                    |    |        |        |

## Match de championnat 1972
Le match de championnat s'est déroulé à Riga en 1972. Cette fois, Kushnir est à deux doigts de battre Gaprindashvili, mais grâce à des matchs nuls dans les deux dernières parties, la championne en titre parvient à conserver son titre à un point près.
|                           | 1 | 2 | 3 | 4 | 5 | 6 | 7 | 8 | 9 | 10 | 11 | 12 | 13 | 14 | 15 | 16 | Total |
| ------------------------- | - | - | - | - | - | - | - | - | - | -- | -- | -- | -- | -- | -- | -- | ----- |
| Nona Gaprindashvili (URS) | 1 | 1 | 0 | 1 | ½ | 1 | ½ | 0 | 1 | ½  | 0  | ½  | ½  | 0  | ½  | ½  | 8½    |
| Alla Kushnir (URS)        | 0 | 0 | 1 | 0 | ½ | 0 | ½ | 1 | 0 | ½  | 1  | ½  | ½  | 1  | ½  | ½  | 7½    |